# Keith Walker (Schiedsrichter)

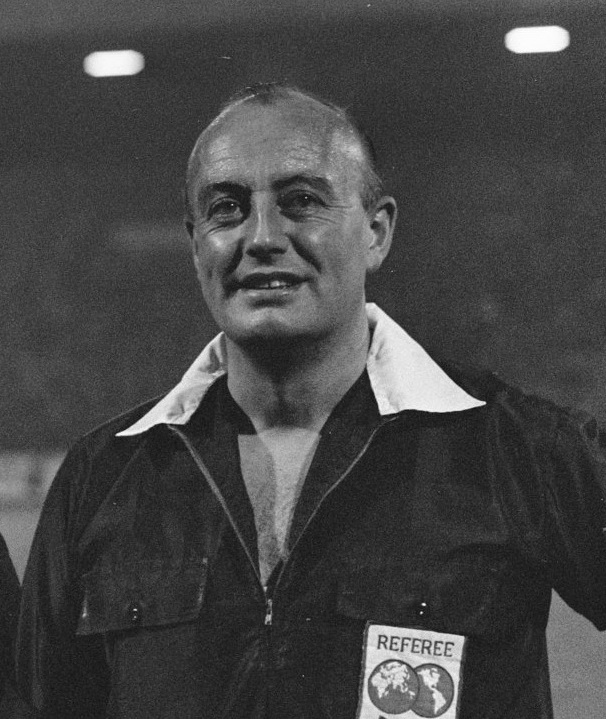

Keith Edwin Walker (* 21. Dezember 1930 in Manchester; † 15. Mai 1996) war ein englischer Fußballschiedsrichter und Sportfunktionär.
Von 1961 bis 1972 war Keith Walker aus Maidstone in Kent als Schiedsrichter englischen ersten Liga, der Football League First Division tätig. Er war auch Schiedsrichter des nordirischen Pokalfinales von 1968, in dem Crusaders FC aus Belfast deren Stadtrivalen Linfield FC mit 2:0 besiegte.
In der First Division erlange der als strikt bekannte Schiedsrichter eine gewisse Notorität, als nachdem er Anfang Oktober 1969 in der Partie zwischen Wolverhampton Wanderers und dem Everton FC den Spieler Derek Dougan wegen einer Bemerkung gegenüber einem Linienrichter vom Platz stellte und sich danach auf den Tribünen Unruhen einstellten die 84 Verletzte verursachten. Dougan wurde später für acht Wochen gesperrt, was einen Nachkriegsrekord darstellte.
Von 1970 bis 1972 war er auch als FIFA-Schiedsrichter gemeldet. Sein erster Einsatz war 1970 bei einem Spiel um den Messestädte-Pokal. 1972 leitete er auch eine Partie im Europapokal der Landesmeister. Auf Länderspiel-Ebene leitete er im Oktober und November 1972 zwei Qualifikationsspiele zur Weltmeisterschaft 1974, in denen sich Jugoslawien und Spanien sowie Belgien und die Niederlande jeweils unentschieden trennten.  Im selben Jahr war er auch bei drei Spielen der Taça Independência in Brasilien tätig, wo er unter anderem im Finale, bei dem Brasilien Portugal mit 1:0 besiegte, als Linienrichter fungierte.
Zum Ende des Jahres 1972 gab er die Schiedsrichterei auf, um per Januar 1973 die mit jährlich £ 6.000 entlohnte Funktion des Secretary bei Sheffield United FC anzunehmen. Diese Position behielt er, bis er ab Anfang 1979 zunächst mit einem Dreijahresvertrag ausgestattet die Position des Schiedsrichterobmanns beim US-Verband North American Soccer League annahm. Nach dem Zusammenbruch der NASL übernahm er die Funktion des Secretary des neuen Verbandes United States Soccer Federation. Nach seiner Rückkehr nach England hatte er noch Funktionen bei Rotherham United und Mansfield Town.